# Chris Taft
Christopher Taft, detto Chris (Brooklyn, 10 marzo 1985), è un ex cestista statunitense, professionista nella NBA e in Europa.

## Carriera
È stato selezionato dai Golden State Warriors al secondo giro del Draft NBA 2005 (42ª scelta assoluta).

## Palmarès
- HS New York State Player of the Year (2003)
- All-Big East Rookie of the Year (2004)